# Босния и Герцеговина на зимних Паралимпийских играх 2018
Босния и Герцеговина на зимних Паралимпийских играх 2018 года в Пхёнчхане была представлена одним спортсменом (Лима Казачик) в соревнованиях по горнолыжному спорту.

## Состав и результаты

### Горнолыжный спорт
| Соревнования      | Класс | Спортсмены   | Заезд 1/ Скоростной спуск | Заезд 1/ Скоростной спуск | Заезд 2/ Слалом | Заезд 2/ Слалом | Время   | Место |
| Соревнования      | Класс | Спортсмены   | Время                     | Место                     | Время           | Место           | Время   | Место |
| ----------------- | ----- | ------------ | ------------------------- | ------------------------- | --------------- | --------------- | ------- | ----- |
| Слалом            | Стоя  | Лима Казачик | 1:27.05                   | 13                        | 1:23.91         | 12              | 2:50.96 | 12    |
| Гигантский слалом | Стоя  | Лима Казачик | 1:31.28                   | 15                        | 1:31.77         | 15              | 3:03.05 | 15    |